# Monster Hunter Dynamic Hunting
Monster Hunter Dynamic Hunting è un videogioco di combattimenti sviluppato e distribuito da Capcom per iOS. È stato distribuito a livello internazionale il 1º giugno 2011. Si tratta di uno spin-off della serie di videogiochi Monster Hunter e si può giocare sia in singolo che in modalità cooperativa a più giocatori.